# Goblini (Harry Potter)
U svijetu Harryja Pottera, goblini su malena stvorenja koja vode banku Gringotts. Malo je toga poznato o goblinima općenito, ali u opisima iz knjiga imaju pametna lica te veoma duge prste i stopala. Čini se da su goblini veoma pohlepni, a Hagrid je komentirao da bi onaj tko pokuša opljačkati Gringotts dok god ga vode goblini morao biti lud.
Međutim, čini se i da gobline ugnjetava Ministarstvo magije. Oni su stvorenja koja teško uspijevaju postići konsenzus i kroz povijest vezanu s čarobnjacima su dizali mnoge bune. Velika se većina buna odigrala u 17. stoljeću, a u Harryju Potteru i Redu feniksa komentirano je da bi Voldemort zasigurno pridobio gobline na svoju stranu kad bi im ponudio slobodu koja im je stoljećima bila uskraćivana (iako se to možda neće dogoditi zato što su smrtonoše ubijali gobline tijekom Prvog Rata). Njihovo vođenje Gringottsa moglo bi biti dio filozofije Ministarstva magije da se potencijalno opasna stvorenja postave na mjesta na kojima rade najbolje. Još su jedan primjer te filozofije dementori koji su prije početka Drugog rata radili u Azkabanu.
Jezik kojeg govore goblini zove se globogoblinski koji je jedan od mnogih jezika koje je govorio Barty Crouch. Ludo Bagman u Harryju Potteru i Plamenom peharu imao je problema s goblinima zbog plaćanja dugova. Goblini s kojima je imao problema bili su vrlo uporni u pokušajima da dobiju svoj novac natrag.
Postoje samo dva goblina modernog vremena koji su do sada imenovani u knjigama. Jedan je od njih Griphook koji je Hagrida i Harryja odveo do njihovih trezora u Harryju Potteru i Kamenu mudraca. Bill Weasley također je spomenuo goblina imenom Ragnok.
Goblini kroz povijest:
- Elfric Gorljivi
- Eargit Ružni
- Alguff Grozni
- Urg Nečisti
- Gringott

J. K. Rowling izjavila je da profesor Filius Flitwick ima dalekog goblinskog pretka čiji su geni odgovorni za njegov sitan stas (iako inače u potpunosti izgleda kao čovjek).